# 1936年ベルリンオリンピックの野球競技
1936年ベルリンオリンピックの野球競技（1936ねんベルリンオリンピックのやきゅうきょうぎ）は、1936年8月12日、ベルリンのベルリン・オリンピアシュタディオンで公開競技として実施された。ストックホルムオリンピック以来24年ぶりの開催となった。
試合はアメリカ代表がワールドチャンピオンズ（World Champions）とUSオリンピックス（U. S. Olympics）に分かれて7イニング制で行われ、ワールドチャンピオンズが6-5で勝利した。観客動員は90,000人を記録した。
グラウンドでは、照明が高さ約15mまでしか届かず外野フェンスもマウンドもなく、陸上トラックを利用したためにライト側のラインの長さは約61mであり、ヒトラーの席がライトのフェアゾーン内に設けられていた。
オリンピックでの野球実施を強く後押ししたレスリー・マンが審判を務めた。

## 競技結果
|                        | 1 | 2 | 3 | 4 | 5 | 6 | 7  | R | H  | E |
| ---------------------- | - | - | - | - | - | - | -- | - | -- | - |
| USオリンピックス       | 2 | 2 | 0 | 0 | 0 | 0 | 1  | 5 | 11 | 6 |
| ワールドチャンピオンズ | 1 | 0 | 0 | 1 | 0 | 3 | 1x | 6 | 9  | 0 |

USオリンピックスが1回のビル・ショーの2ランホームランで先行したものの、6回にワールドチャンピオンズが3得点し5-4と逆転した。その後7回表に追い付かれたがその裏にマクニースのサヨナラホームランで勝利した。
ビル・セールズがワールドチャンピオンズの先発投手を務めたが、2回で4失点しカーソン・トンプソンがリリーフしている。